# Tulegatan, Sundbyberg

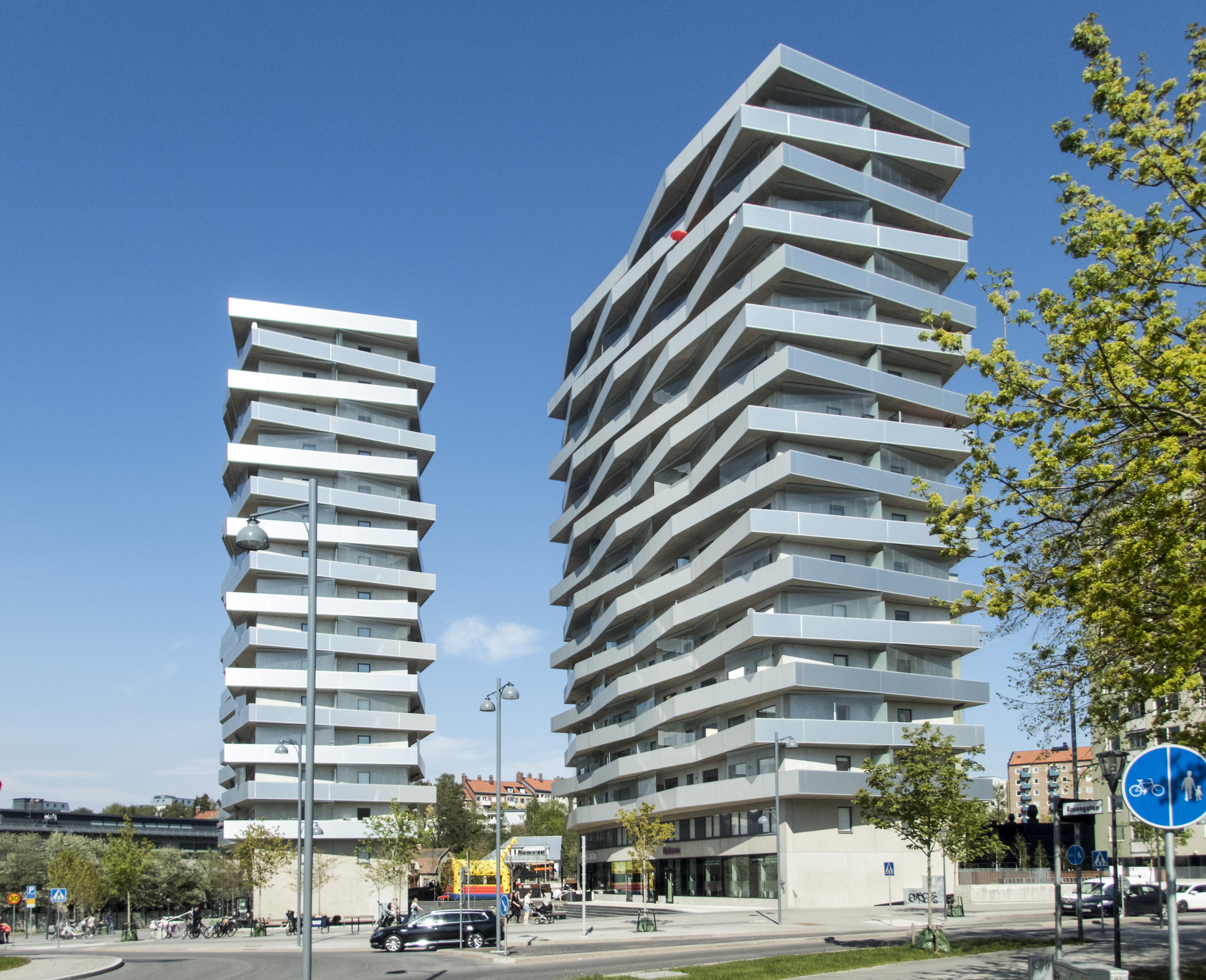
Tuletornen på Tulegatan

Tulegatan är en bred och rak huvudgata i stadsdelen Centrala Sundbyberg, som leder från Råsundavägen i Solna bort mot Duvbo. Längs med Tulegatan ligger bland annat Tuletorget, Sundbybergs kyrka, Sundbybergs simhall och Duvbo tunnelbanestation samt Tuletornen två nybyggda 16-våningars bostadshus.  Området norr om gatan kallas Tulemarken. Namnet härrör från det mytologiska begreppet Thule och syftar på att gatan förr utgjorde den nordliga gränsen för det då bebyggda Sundbyberg.  Gatan trafikerades av spårvagnar (linje 15) mellan Råsundavägen och Fredsgatan åren 1928 - 1959, som senare har ersatts av buss 515.